# Schouboe
Schouboe er navnet på en uddød dansk adelsslægt og på flere borgerlige slægter.
Den adlede slægt de Schouboe føres tilbage til borgmester i Odense Jens Christensen Schouboe (1642-1719) til Margård, der var fader til landsdommer, etatsråd Christian Schouboe (1686-1735) og til stiftamtmand, konferensråd Oluf Borch de Schouboe (1689-1763), der 1747 optoges i adelstanden; hans søn, stiftamtmand Christian de Schouboe (1737-1789) var fader til norsk statsrådssekretær Ulrik Frederik Anton de Schouboe (1782-1863) og til norsk statsråd Oluf Borch de Schouboe (1777-1844), med hvis søn norsk undertoldbetjent Vilhelm Christian de Schouboe (1811-1892) den adlede slægt uddøde.
Af borgerlige familier findes flere, hvis genealogiske forhold ikke er klarlagt; nævnes kan således kaptajn Christian Knudsen Schouboe (ca. 1669-1742), hvis søn, sognepræst Christian Christiansen Schouboe (1736-1787) var fader til skolemand Frederik Christian Schouboe (1766-1829).
En præsteslægt Schouboe føres tilbage til borger i Viborg Jesper Nielsen Schouboe (død 1741), der var fader til sognepræst i Hove Urban Christian Schouboe (1712-1780) og til sognepræst i Bøvling Jens Nicolai Schouboe (1708-1789), af hvis sønner skal nævnes hører ved Metropolitanskolen Peder Schouboe (1744-1777), sognepræst i Dybe og Ramme Jesper Schouboe (1748-1802) og sognepræst i Glostrup, amtsprovst Niels Schouboe (1757-1831); denne var fader til gårdejer, cand.phil. Frands August Schouboe (1801-1874), hvis søn boghandler Niels Theodor Schouboe (1844-1916) var fader til malerne Poul (Pablo) Sadolin Schouboe (1874-1941) og Henrik August Schouboe (1876-1949).